# Клявс-Клявін Олександр Якович
Олександр Якович Клявс-Клявін (15 жовтня 1888, селище Григулі волості Зіємера Ліфляндської губернії, тепер Латвія — розстріляний 22 листопада 1937, місто Смоленськ, тепер Російська Федерація) — радянський партійний діяч, відповідальний секретар Новгородського губернського комітету ВКП(б). Кандидат у члени Центральної Контрольної Комісії РКП(б) у 1923—1924 роках. Член ЦВК СРСР 6-го скликання.

## Життєпис
Член Соціал-демократії Латиського краю (СДЛК) з 1904 року. Революційну діяльність розпочинав у Малієнській організації СДЛК.
Член РСДРП(б) з 1913 року.
Служив підпоручником у російській імператорській армії, учасник Першої світової війни.
З кінця 1917 року перебував у Зіємерській волості та в місті Алуксне Ліфляндської губернії, брав участь у встановленні радянської влади в Малієні, був редактором друкованого органу «Малієна».
З квітня 1918 року служив у Червоній гвардії Петрограда.
У 1918 році — заступник начальника внутрішньої охорони міста Петрограда; секретар Військової секції Петроградського комітету РКП(б).
З 1918 по березень 1919 року — відповідальний організатор 2-го Міського районного комітету РКП(б) міста Петрограда.
У березні 1919 — липні 1920 року — відповідальний організатор Московського районного комітету РКП(б) міста Петрограда.
У березні — вересні 1921 року — голова Василеострівської районної ради міста Петрограда.
У вересні 1921 — 1923 року — завідувач експортно-імпортного відділу Народного комісаріату торгівлі РРФСР.
У березні — травні 1923 року — голова Василеострівської районної ради міста Петрограда.
У травні 1923 — жовтні 1925 року — відповідальний організатор Центрального міського районного комітету РКП(б) міста Петрограда (Ленінграда).
У жовтні 1925 — 13 січня 1926 року — відповідальний секретар Новгородського губернського комітету ВКП(б).
З квітня 1926 року працював у Народному комісаріаті зовнішньої торгівлі СРСР.
До 1927 року — завідувач експортно-імпортного відділу Північно-західного відділення Наркомату внутрішньої торгівлі СРСР.
У 1929 — після 1934 року — голова Західної обласної планової комісії та заступник голови виконавчого комітету Західної обласної ради.
До серпня 1936 року — директор Вяземської льоночесальної фабрики Західної області.
15 серпня 1936 року заарештований органами НКВС СРСР. 22 листопада 1937 року виїзною сесією Військової колегії Верховного суду СРСР засуджений до страти, розстріляний та похований в Катині (Смоленська область). Посмертно реабілітований 15 вересня 1956 року.